# Mando con control de movimiento

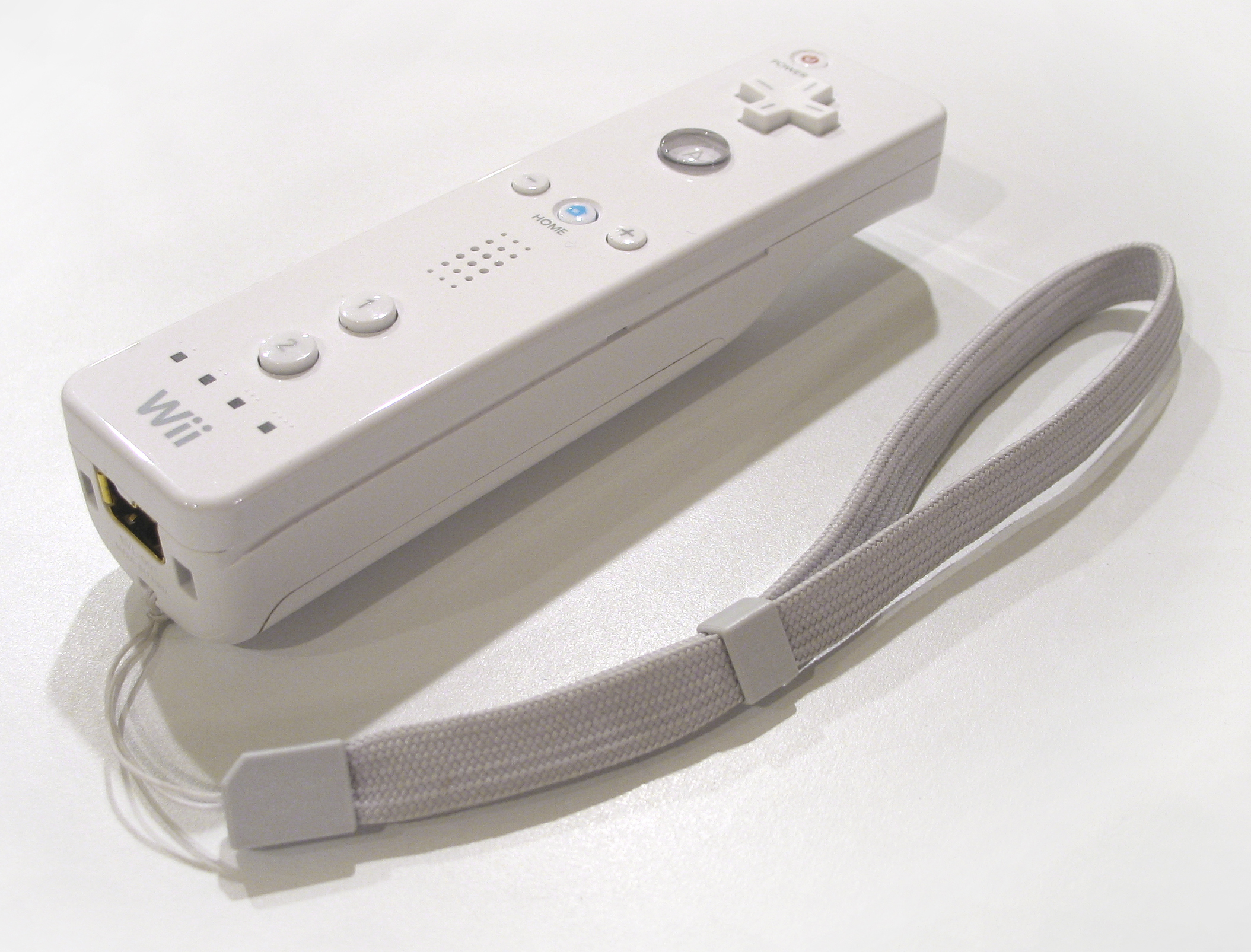
Mando de Wii con correa original.

En videojuegos y sistemas digitales, un mando con control de movimiento es un tipo de controlador de videojuego que emplea acelerómetros u otros sensores para rastrear el movimiento y proporcionar una respuesta en el juego.

## Historia
Los mandos con control de movimiento que utilizan acelerómetros se popularizaron en el uso de mandos para videojuegos con la llegada de la consola Wii de Nintendo en 2006. Esta empleaba acelerómetros para detectar su orientación aproximada y la aceleración, asistido por un sensor de imagen que permite que se utilice para apuntar al dispositivo. Posteriormente se desarrollaron dispositivos similares, como ASUS Eee, PlayStation Move de Sony (que además usa magnetómetros y visión artificial por medio de PlayStation Eye), Joy-Con y HP Swing. El primer mando de PlayStation 3 contaba con Sixaxis, un sistema de movimiento integrado que sufría de ciertos problemas de interferencia con la vibración, pero que posteriormente se implementó con DualShock 3. Otros sistemas utilizan mecanismos diferentes, como Kinect de Microsoft, el cual combina infrarrojos y visión artificial o Razer Hydra, que usa un campo magnético para determinar la posición y orientación.
El juego arcade de Sega AM2 Hang-On, diseñado por Yu Suzuki, se controlaba usando una máquina arcade con apariencia de moto, que el jugador tenía que mover con su cuerpo. Esto empezó la moda Taikan, que consistía en el uso de máquinas arcade con cabinas controladas por movimiento mediante sistemas hidráulicos a finales de la década de los 80, dos décadas antes de que se popularizasen los mandos con sensores de movimiento en consolas de videojuegos. Sega Activator de Mega Drive, basado en Light Harp de Assaf Gurner, un músico israelí y maestro de artes marciales de kungfú que investigó el concepto interdisciplinario para poder jugar a un juego mediante el uso de un instrumento que emplease todo el cuerpo, desembocando en el desarrollo de Mega Drive (Sega Génesis) en 1993. Este sistema fue capaz de leer los movimientos físicos del jugador y era el primer controlador que captaba movimiento de cuerpo entero. El invento original relacionaba a un instrumento musical de 3 octavas que podía interpretar los gestos del usuario en notas musicales mediante un protocolo MIDI. La patente se registró el 11 de mayo de 1989 en Israel, tras 5 años de investigación y desarrollo. En 1992 se creó la primera Light Harp por Assaf Gurner y Oded Zur, que se presentó a Sega América, Sin embargo, fue un fracaso comercial debido a su baja precisión. Otro sistema pionero de movimiento fue la RV de Sega, anunciada por primera vez en 1991. Contaba con sensores integrados que registraban el movimiento del jugador y la posición de su cabeza, pero nunca llegó a lanzarse oficialmente. Otro ejemplar es la pistola ligera del juego de arcade Police 911 del año 2000, el cual usaba un sistema para detectar los movimientos del jugador, y reflejarlos en el personaje dentro del juego. El Atari Mindlink fue un sistema de detección de movimiento propuesto para Atari 2600, que captaba el movimiento de las cejas del usuario con una cinta.

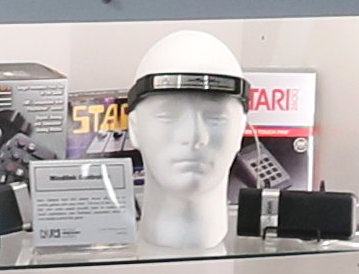
El Mindlink para Atari 2600 en el museo del videojuego.

## Mandos a destacar
- Mando de Wii (Wii y Wii U)
- Sixaxis (PlayStation 3)
- DualShock 3, 4 y DualSense (PlayStation 3, PlayStation 4 y PlayStation 5)
- PlayStation Move (PlayStation 3, PlayStation 4 y PlayStation 5)
- Wii U GamePad (Wii U)
- Kinect (Xbox 360 y Xbox One)
- Razer Hydra
- Joy-Con y mando Pro de Nintendo Switch (Nintendo Switch)
- Mando de Steam